# Romuald Heliodor Nowicki
Romuald Heliodor Nowicki (ur. 27 maja 1906 w Poznaniu, zm. 2 listopada 1974 w Warszawie) – polski prawnik, urzędnik konsularny.

## Życiorys

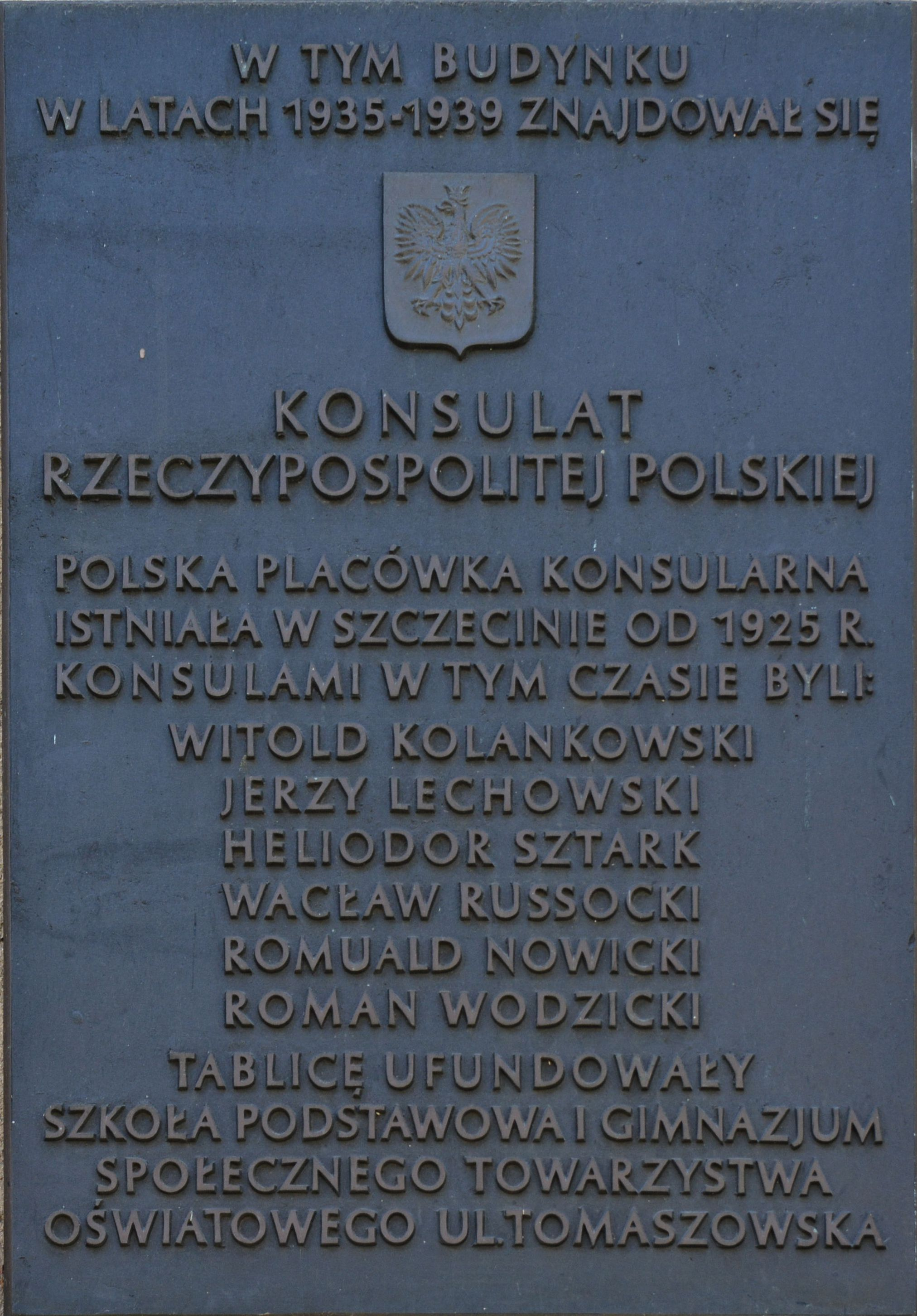
Tablica upamiętniająca istnienie polskiego konsulatu w Szczecinie przy ul. Monte Cassino 30.

Urodził się w rodzinie Leona, technika dentystycznego, i Balbiny Sundmann. W 1925 ukończył gimnazjum im. K. Marcinkowskiego w Poznaniu i zdał maturę. Następnie studiował prawo na Uniwersytecie Poznańskim oraz Uniwersytecie Jagiellońskim, uzyskując tytuł magistra prawa. Pracował w polskiej służbie zagranicznej. Od 1 lipca do 15 listopada 1928 w Konsulacie Generalnym RP w Berlinie jako praktykant, od 26 stycznia 1929 do 29 lutego 1936 w Komisariacie Generalnym RP w Wolnym Mieście Gdańsku był pracownikiem kontraktowym, od 1 marca 1938 pracownikiem Departamentu Konsularnego Ministerstwa Spraw Zagranicznych, od 1 listopada 1938 attaché Konsulatu w Düsseldorfie. Od 20 czerwca 1939 był konsulem w Szczecinie, gdzie 1 września 1939 został aresztowany i internowany, następnie ewakuowany przez Hamburg do Danii i dalej do Szwecji, skąd wyjechał do Francji. W październiku 1939 wstąpił do polskiej armii we Francji. Po kapitulacji Francji ewakuował się do Wielkiej Brytanii. W 1943 brał udział w pracach międzyalianckich podkomitetów roboczych jako delegat Polski, kierując zespołem repatriacyjnym dla obywateli polskich.
15 października 1946 został przydzielony do Polskiej Misji Wojskowej we Frankfurcie nad Menem, gdzie udało mu się zorganizować Wydział Konsularny Misji, kierując nim w stopniu majora tytularnego. W 1947 został odwołany do kraju, gdzie przeszedł do rezerwy. W latach 1947–1953 pracował w różnych instytucjach. Od 1 września 1954 pracował w Naczelnej Dyrekcji Archiwów Polskich jako starszy radca przydzielony m.in. do wizytacji instytucji centralnych gromadzących materiały foto- i fonograficzne. W 1956 został kustoszem, a w 1957 zaczął pełnić funkcję dyrektora nowo powołanego Archiwum Dokumentacji Mechanicznej w Warszawie. Na tym stanowisku pozostał do 1962 powracając do służb handlu zagranicznego.
Był mężem Janiny z Wiśniewskich (zm. 1973), z którą miał syna Ryszarda Marię (zm. 1989).
Zmarł 2 listopada 1974, pochowany na cmentarzu Powązkowskim (kwatera d-10-5).

## Odznaczenia
- Medal Zwycięstwa i Wolności 1945 (1946)[1]
- Odznaka Grunwaldzka (1947)[1]